# العقيدة النورية في اعتقاد الأئمة الأشعرية (كتاب)
العقيدة النورية في اعتقاد الأئمة الأشعرية ولها مسمى آخر وهو «العقيدة المنوَّرة في معتقد السادات الأشاعرة»، هو كتاب في العقيدة الاسلامية للإمام أبي الحسن علي النوري الصفاقسي المتوفى سنة (1118هـ)، وصفها تلميذه علي المؤخر ـ والذي قام بشرح ميسر لها سماه: «مبلغ الطالب إلى معرفة المطالب» ـ، بقوله: «فإن العقيدة النورية، الفاخرة السنية، والكوكبة الدرية في معتقد السادات الأشعرية، التي عمم الله نفعها في جميع البرية، حتى فتح الله بها بصائر عمية، وأحيى بقراءتها قلوبا كانت طامسة قسية، حتى أشرقت أنوار المعارف على جدرانها، فانشرحت باليقين واتسعت بإيمانها، ألا وهي عقيدة شيخ العصر، وملجأ المسلمين في هذا الدهر، والفاتق من نافع العلوم نهرا بعد نهر، الماشي في جميع أحواله في هذا الزمان على سيرة سيدنا محمد عليِّ القدر، شيخنا وسيدنا ومولانا، ومخلصنا من جميع الجهالات في ديننا ودنيانا أبو محمد، علي النُّوري الصفاقسي، المالكي الصوفي، بارك الله لنا في حياته....».

## موضوعه
يدور موضوع هذه العقيدة، فيما يجب على المكلف المسلم معرفته في علم العقيدة، وأوصلها صاحبها الصفاقسي إلى عشرين صفة، وهي:
- الوجود: وبرهان ثبوته له تعالى أن العالم وهو ما سوى الله تعالى حادث، لملازمته ما شوهد حدوثه، كالحركة والسكون، وأيضا فإنك تعلم بالضرورة أنك لم تكن ثم وجدت، وكل حادث لا بد له من محدث موجود، لاستحالة الانتقال من العدم إلى الوجود، بلا فاعل، فالعالم إذن لابد له من محدث موجود هو الله.
- والقِدَم: أي الأولية لذاته وصفاته، وبرهان وجوبه له أنه لو انتفى عنه القدم ثبت له الحدوث فيفتقر إلى محدث، ويلزم التسلسل، فيؤدي إلى فراغ ما لانهاية له، أو الدور فيؤدي إلى تقدم الشيء على نفسه، وكلاهما مستحيل.
- والبقاء: أي لا آخرية لذاته وصفاته.
- والمخالفة للحوادث: أي نفي الجرمية والعرضية ولوازمهما، كالمقادير والحركة والسكون والجهات والقرب والبعد بالمسافة، وبرهان وجوبها له تعالى أنه لو ماثل الحوادث لكان حادثا، وقد مر برهان وجوب قدمه.
- والقيام بالنفس: أي ذات موصوفة بالصفات العلية غنية عن الفاعل، وبرهان وجوبه له تعالى أنه لو لم يكن ذاتا لكان صفة، فيستحيل اتصافه بصفات المعاني والمعنوية، وقد قام البرهان على وجوب اتصافه تعالى بهما ولو احتاج للفاعل لكان حادثا وتقدم برهان نفي حدوثه، وثبوت قدمه.
- والوحدانية في الذات والصفات والأفعال: أي ليست ذاته مركبة وإلا لكان جسما، ولا يقبل صغرا ولا كبرا، لأنهما من عوارض الأجرام، ولا ذات كذاته، ولاصفة كصفاته، ولا تأثير لكل ما سواه البتة، وبرهان وجوبها له تعالى أنه لو كان معه ثان لم توجد الحوادث للزوم عجزهما عند الاتفاق وأحرى عند الاختلاف.
- والحياة: وهي لا تعلق لها.
- والعلم: المنكشف له تعالى به كل واجب ومستحيل وجائز.
- والإرادة: التي يخصص تعالى بها الممكن بما شاء.
- والقدرة: التي يثبت تعالى بها أو يعدم ما أراد من الممكنات، وبرهان وجوب اتصافه تعالى بهذه الصفات أنه لو انتفى شيء منها لما توجد الحوادث.
- والسمع والبصر: المنكشف له تعالى بهما جميع الموجودات.
- والكلام: المنزه عن الحرف والصوت والتقديم والتأخير والسكوت لاستلزام جميع ذلك الحدوث.

## سبب تأليفه
اختصر الصفاقسي عقيدة الإمام السنوسي وهذبها وأخرجها في كتاب لطيف، سماه "العقيدة النورية في اعتقاد الأئمة الأشعرية"، وقد ذكر السبب الذي جعله يسلك هذا المسلك في تقرير عقائد الأشاعرة، حتى تكون سهلة المأخذ والفهم على المبتدئين وطلاب العلم، وهو ما ورد في ترجمة تلميذه رمضان بن أبي عصيدة، أنه كان يحضر عقيدة الشيخ، فقال الشيخ في بعض الأيام: هذه العقيدة أقعد من صغرى الشيخ السنوسي، من حيث إني كلما ذكرت عقيدة أتبعتها بدليلها، وأما الصغرى، فإن الشيخ السنوسي ساق عقائدها مجردة، وبعد استيفائها أتبعها بالأدلة، على طريق اللف والنشر المرتب".

## شروحه
- المواهب السربانية على العقيدة النورية: لأبي الحسن علي بن أحمد الخريشي الفاسي ثم المدني (ت 1143هـ)، منه نسخة خطية محفوظة في المكتبة الوطنية بتونس برقم (20161)، ومنه نسخة في الخزانة العامة بالرباط.
- الخُلع البهية على العقيدة النورية: لأحمد بن أحمد الفيومي الغرقاوي المصري (ت 1101هـ)، منه نسخة خطية محفوظة في المكتبة الوطنية بتونس برقم (19959).
- مبلغ الطالب إلى معرفة المطالب: شرح تلميذه علي بن محمد بن محمد التميمي المؤخر (كان حيا سنة 1118هـ)، له تسع نسخ خطية في المكتبة الوطنية بتونس. وهو شرح لطيف مناسب للمبتدئين.
- الفوائد العصفورية على العقيدة النورية: لأحمد العصفوري التونسي (ت 1199هـ) أتمه في غرة رجب سنة (1169هـ).
- شرح لعلي الزواوي الشريف: أشار إليه الغرقاوي في شرحه (الخُلع البهية على العقيدة النورية) حيث ذكر أن الشيخ النُّوري مؤلف العقيدة كتب إليه يخبره بذلك.
- درة العقائد ونخب الفوائد: وهو نظم على العقيدة النورية عدد أبياته 84 بيت من بحر الرجز للشيخ أحمد بن حسين البهلول الطرابلسي وهو أديب وفقيه مالكي (ت 1113هـ/1701م).[4]

## طبعات الكتاب
- العقيدة النورية في اعتقاد الأئمة الأشعرية، تحقيق الشيخ الحبيب بن طاهر، دار اليمامة للطباعة والنشر والتوزيع، سنة النشر: 2008م.